# Гояк, Амер
Амер Гояк (босн. Amer Gojak; род. 13 февраля 1997[…], Сараево) — боснийский футболист, полузащитник клуба «Риека» и сборной Боснии и Герцеговины

## Клубная карьера
Гояк — воспитанник боснийского футбола. С 12 лет тренировался в академии одного из ведущих клубов страны — «Железничара». С 2014 года — игрок футбольного клуба «Олимпик», также базирующегося в Сараево. 1 марта 2013 года, в возрасте 16 лет, дебютировал в чемпионате Боснии в поединке против «Вележа», выйдя на замену на 78-й минуте. Всего за клуб сыграл 19 матчей, забил 3 мяча и привлёк внимание скаутов близлежащих балканских клубов.
В феврале 2015 года перешёл в загребское «Динамо». С тех пор преимущественно выступает за юношескую команду. 21 марта 2015 года дебютировал в чемпионате Хорватии в поединке против «Истры», выйдя на замену на 66-й минуте вместо Анхело Энрикеса.
В сезоне 2015/16 подводился к основной команде чаще, проведя пять встреч и один раз отличившись, в поединке против «Локомотивы» 14 мая 2016 года. С сезона 2017/18 стал стабильно играть за первую команду и выиграл с ней ряд национальных трофеев. По состоянию на 21 сентября 2019 сыграл за «динамовцев» 83 матча в национальном чемпионате.
5 октября 2020 года на правах аренды перешёл в итальянский «Торино» до конца сезона, c опцией обязательного выкупа после выполнения определенных условий. 28 октября 2020 года дебютировал в новой команде выйдя в стартовом составе в домашнем матче в рамках Кубка Италии (третий раунд) против «Лечче» (3:1), где был заменён на 90+4 минуте матча Симоне Эдерой. 4 ноября 2020 года сыграл свой дебютный матч в рамках Серии А в выездной встрече против «Дженоа» (2:1), выйдя в стартовом составе был заменён на 53-й минуте Суалихо Мейте. Свой дебютный гол в Серии А забил 3 января 2021 года в выездном матче против «Пармы» (3:0), отличившись на 90+5 минуте игры и установив итоговый счёт в матче.

## Карьера в сборной
Основной игрок юношеских и молодёжных сборных Боснии и Герцеговины всех возрастов. Принимал участие в квалификационных и элитных отборочных раундах к юношеским чемпионатам Европы, однако в финальную часть не выходил. 4 июня 2014 года дебютировал в молодёжной сборной Боснии и Герцеговины в товарищеской встрече против сверстников из Польши.
15 ноября 2018 года дебютировал в официальных матчах в составе национальной сборной Боснии и Герцеговины в игре Лиги наций.

## Достижения
«Динамо» (Загреб)
- Чемпион Хорватии (5): 2014/15, 2015/16, 2017/18, 2018/19, 2019/20
- Обладатель Кубка Хорватии (4): 2014/15, 2015/16, 2016/17, 2017/18
- Обладатель Суперкубка Хорватии: 2019